# Дадашов, Ренат Олег оглы
Ренат Олег оглы Дадашов (азерб. Renat Oleq oğlu Dadaşov; род. 17 мая 1999, Рюдесхайм-на-Рейне, Гессен) — азербайджанский и немецкий футболист, нападающий польского клуба «Мотор» и сборной Азербайджана.

## Биография
Родился 17 мая 1999 года в немецком городе Рюдесхайм-ам-Райне в семье выходцев из Азербайджана. Считает себя азербайджанцем. Старший брат Руфат Дадашов также стал футболистом и выступает за сборную Азербайджана.

### Клубная карьера
Занимался футболом в академиях «Веена», «Айнтрахта» и «РБ Лейпциг». 26 января 2017 года вернулся в «Айнтрахт». В сезоне 2018/19 перешёл в английский клуб «Вулверхэмптон Уондерерс», а в 2019 году провёл полугодичную аренду в португальском клубе «Пасуш де Феррейра». С августа по октябрь 2020 года находился в аренде в швейцарском «Грассхоппере».
Летом 2021 года перешёл на правах годичной аренды в португальскую «Тонделу». 8 августа 2021 года дебютировал за свой новый клуб в матче чемпионата Португалии против «Санта-Клары» (3:0). Первый гол за «Тонделу» Дадашов забил 20 сентября 2021 года в игре против «Браги» (1:3).
7 июля 2022 года, вместе со своим партнёром по команде Меританом Шабани, подписал двухлетний контракт с клубом швейцарской Суперлиги «Грассохоппер», за который уже ранее играл. За клуб дебютировал 24 июля в домашнем матче с «Лугано», заменив в перерыве Фрэнсиса Момо и своим первым пасом в игре начав голевую атаку, приведшую к первому голу «кузнечиков» (2:1). Первый гол забил 31 июля в гостевом матче с «Янг Бойз», также заменив в перерыве Фрэнсиса Момо и сравняв счёт в матче (1:1). За свою игру в матче с «мальчиками» Дадашов был признан лучшим игроком тура по версии болельщиков. Отлично провёл второй месяц в клубе и был признан «Игроком месяца» в чемпионате Швейцарии.
8 августа 2024 года Дадашов подписал двухлетний контракт с «Анкарагюджю».
В октябре 2024 года перенёс операцию по удалению паховой грыжи, и пропустит от 4 до 6 недель. 
20 февраля 2025 года он расторг контракт с «Анкарагюджю». 
24 февраля 2025 года польский клуб «Радомяк» подписал контракт с Дадашовым до июня 2025 года с возможностью продления. 
15 июля 2025 года Дадашов подписал контракт с «Мотором» сроком на один сезон с опцией продления ещё на 12 месяцев. 

### Карьера в сборной
Изначально выступал за юношескую сборную Азербайджана, однако позже согласился перейти в сборную Германии. В составе сборной до 17 лет принимал участие в чемпионате Европы 2016, который проходил в Баку. Стал полуфиналистом турнира, сыграв в 5 матчах и забив 3 гола. Позже получил предложение от федерации футбола Азербайджана (АФФА) и вновь стал выступать за сборную страны, за что, по сообщению немецкого издания «Бильд», получил от АФФА квартиру и миллион долларов. Дадашов назвал это слухами. Его дебют в сборной состоялся 4 сентября 2017 года матче отборочного раунда чемпионата мира 2018 против сборной Сан-Марино, в котором вышел на замену на 72-й минуте.
| № | Дата            | Оппонент   | Счёт | Голы | Пасы | Карточки | Минуты | Соревнование             |
| - | --------------- | ---------- | ---- | ---- | ---- | -------- | ------ | ------------------------ |
| 1 | 4 сентября 2017 | Сан-Марино | 5:1  | —    | —    | —        | 18'    | Отбор ЧМ-2018 (группа С) |
| 2 | 8 июня 2019     | Венгрия    | 1:3  | —    | —    | —        | 59'    | Отбор ЧЕ-2020 (группа E) |
| 3 | 11 июня 2019    | Словакия   | 1:5  | —    | —    | —        | 1'     | Отбор ЧЕ-2020 (группа E) |
| 4 | 9 октября 2019  | Бахрейн    | 3:2  | —    | —    | —        | 18'    | Товарищеский матч        |
| 5 | 13 октября 2019 | Венгрия    | 0:1  | —    | —    | —        | 5'     | Отбор ЧЕ-2020 (группа E) |

Итого: сыграно матчей: 5 / забито голов: 0; победы: 2, ничьи: 0, поражения: 3.

## Личная жизнь
Старший брат Руфат (родился 29 сентября 1991 года) тоже футболист и сейчас играет за немецкий «Динамо» (Берлин).